# ピーター・ホワイト
ピーター・ホワイト（Peter White、1954年9月20日 - ）は、イギリス出身でスムーズジャズ、フュージョンを中心に活動しているギタリスト。元はアル・スチュワートやマット・ビアンコ、その歌手バーシアなど、ポップス界を中心に活動していた。
セッション・ミュージシャンとしても活躍し、カーク・ウェイラムやリチャード・エリオット、ジェラルド・アルブライト、グレッグ・カルーカスなどと共演している。

## 略歴
幼少の頃、父親の勧めでピアノやギター、クラリネットなどを演奏し始める。次第にポップス性のギターを弾き始める。10歳代後半に、アル・スチュワートのマネージャーの勧めで、彼のグループに加わる。1979年にはロサンゼルスに拠点を移し、スチュワートのバック・バンドの他のメンバーたちと「ショット・イン・ザ・ダーク」というグループを結成する。またこの頃、弟のダニー・ホワイトがマット・ビアンコを結成。1987年にそのシンガーのバーシアがグループを離れてソロ活動を始め、ホワイト兄弟は彼女をサポートすることとなる。バーシアは成功を収め、その後もピーターは彼女をサポートし続けた。
1990年にファースト・ソロ・アルバム『ウェイク・アップ (Reveillez-Vous)』を発表。アル・スチュワートのために書いた未発表曲を集めた作品集となる。1996年にはソニー系列のコロムビア・レコードと契約し、アルバム『キャラヴァン・オブ・ドリームス』を発表。以後、スムーズジャズのギタリストとして第一線で活動している。
2007年にはリック・ブラウン、ミンディ・エイベアらとアルバム『Peter White Christmas』を発表、『クリスマス・ソング・ブック』以来10年ぶりのクリスマス・アルバムとなった。
2008年9月、コロムビアとの10年間の契約が切れ、新たにザ・リッピントンズのラス・フリーマンのピーク・レコードと契約し、2009年に『Good Day』を発表した。
2012年発売の『Here We Go』以降はヘッズ・アップからリリースしている。
2019年発売の『Music for STARLUX Airlines』はLobsterからリリース。
2025年2月14日に5年3か月ぶりの新作『Light of Day』発売。

## ディスコグラフィ

### アルバム
- 『ウェイク・アップ』 - Reveillez-Vous (1990年、Chase Music)
- 『エクスキューズ・ミー』 - Excusez-Moi (1991年、Sindrome)
- 『プロムナード』 - Promenade (1993年、Sindrome)
- 『リフレクションズ』 - Reflections (1994年、Sindrome)
- 『キャラヴァン・オブ・ドリームス』 - Caravan of Dreams (1996年、Columbia)
- 『クリスマス・ソング・ブック』 - Songs of the Season (1997年、Columbia)
- 『パーフェクト・モーメント』 - Perfect Moment (1998年、Columbia)
- 『グロウ』 - Glow (2001年、Columbia)
- 『コンフィデンシャル』 - Confidential (2004年、Columbia)
- Playin' Favorites (2006年、Columbia)
- Peter White Christmas (2007年、Artizan) ※with リック・ブラウン、ミンディ・エイベア
- Good Day (2009年、Peak)
- Here We Go (2012年、Heads Up)
- Smile (2014年、Heads Up)
- Groovin'  (2016年、Heads Up)
- Music for STARLUX Airlines (2019年、Lobster Music)
- Light of Day (2025年 A-Train/Lobster)